# Diogo Pinheiro
Diogo Pinheiro (ur. 29 lipca 1987 w Coimbrze) – portugalski wioślarz.

## Osiągnięcia
- Mistrzostwa Świata U-23 – Hazewinkel 2006 – jedynka wagi lekkiej – 20. miejsce[1].
- Mistrzostwa Świata – Eton 2006 – jedynka wagi lekkiej – 21. miejsce[1].
- Mistrzostwa Europy – Montemor-o-Velho 2010 – jedynka wagi lekkiej – 8. miejsce[1].